# SpVgg Bendorf
Die SpVgg Bendorf war ein deutscher Fußballverein mit Sitz in Bendorf im rheinland-pfälzischen Landkreis Mayen-Koblenz. Der Verein schloss sich zur Saison 2019/20 mit dem SV Sayn aus dem gleichnamigen Stadtteil zum SC Bendorf-Sayn zusammen.

## Geschichte

### Herren

#### Gründung und Zeit in der Amateurliga Rheinland
Der Verein wurde im Jahr 1911 gegründet. Nach der Saison 1951/52 nahm die Mannschaft durch die obere Platzierung in der Amateurliga Rheinland an der Aufstiegsrunde zur damals zweitklassigen II. Division Südwest teil. Mit dem dritten Platz und 5:7 Punkten nach sechs Spielen verpasste die Mannschaft den Aufstieg dann jedoch. Eine Saison später wurde die Mannschaft Meister der Amateurliga und somit nahm die Mannschaft wieder an der Aufstiegsrunde teil, diesmal landete der Verein jedoch sogar mit 3:17 Punkten nach zehn Spielen nur auf dem sechsten und damit letzten Platz. Als Meister reichte es in der kommenden Saison dann aber nur noch für den dritten Platz. In den weiteren Saison landete die Mannschaft immer in der oberen Hälfte der Tabelle, konnte aber nicht mehr die Meisterschaft für sich beanspruchen. Zur Saison 1958/59 wechselte die SpVgg in die Staffel West, hiernach konnte dann die Klasse aber nicht mehr gehalten werden und mit dem 12. Platz stieg die Mannschaft in die 2. Amateurliga ab.
Erst zur Saison 1962/63 stieg die Mannschaft wieder in die Amateurliga Rheinland auf. Diese Saison war die letzte zweigleisige Saison der Liga und wurde zur nächsten Saison dann auch drittklassig. Die Mannschaft konnte mit dem vierten Platz und 31:17 Punkten die Stellung in der von nun an eingleisigen Liga halten. Die Saison 1963/64 war dann die erste Saison der kompakteren Liga, auch hier konnte die Mannschaft mit 38:22 Punkten und dem dritten Platz sich in den Toppositionen der Tabelle platzieren. Erstmals seit langer Zeit wurde die Mannschaft nach der Saison 1964/65 dann wieder Rheinlandmeister der Amateurliga. Als amtierender Meister reichte es in der nachfolgenden Saison dann nur noch für den 14. Platz und damit den niedrigsten Nichtabstiegsplatz. Mit 26:34 Punkten hatte die Mannschaft aber ein einigermaßen großes Polster auf den SV Prüm mit 14:46 Punkten. In den folgenden Saisons platzierte sich der Verein immer irgendwo im Mittelfeld, in der Saison 1969/70 war dann aber noch mal der Vizemeistertitel drin. Bedingt dadurch durfte die Mannschaft dann an der Amateurmeisterschaft 1970 teilnehmen. Die Mannschaft unterlag dann aber schon im Achtelfinale dem FV Eppelborn mit 4:3. Nach der Saison 1974/75 stieg die SpVgg über den 15. Platz und 24:40 dann erneut ab. Kurioserweise hatten in dieser Saison der vor der Mannschaft platzierte Ahrweiler BC und die auf dem 16. Platz platzierte SG Eintracht Lahnstein ebenfalls 24:40 Punkte, was jedoch allen Vereine nicht vor dem Abstieg bewahrte. Zur Saison 1978/79 stieg die Mannschaft dann in die von nun an Viertklassige neue Verbandsliga Rheinland auf.

#### Zeit in der Kreisliga A
In der Saison 2002/03 spielte die Mannschaft in der Bezirksliga Ost (Bezirk Rheinland), konnte mit dem 15. Platz den Schnitt nicht erreichen und stieg somit zur nächsten Saison in die Kreisliga A (Kreis Koblenz) ab. In der ersten Saison dort konnte dann mit 59 Punkten der dritte Platz erreicht werden. Nach schon einer niedrigen Position in der Vorsaison stieg die Mannschaft nach der Saison 2005/06 über den 13. Platz mit 24 Punkten theoretisch erneut ab. Die Klasse konnte aber trotzdem weiter gehalten werden, worin der elfte Platz und 25 Punkte am Ende der Saison 2006/07 resultierte. Unter ihrem alten Namen spielte die Mannschaft dann auch noch bis zur Saison 2018/19 in derselben Liga weiter.

#### Fusion
Im Sommer 2019 wurde dann bekanntgegeben, dass der SV Blau-Weiß Sayn und die SpVgg fusionieren und beide in dem neuen Verein SC Sayn-Bendorf aufgehen. Die Jugendmannschaft wurden ebenfalls zusammengeschlossen und treten seit dem unter dem Namen JSG Sayn-Bendorf auf. Der neue Verein übernahm von da an zur Saison 2019/20 den Startplatz der SpVgg in der Kreisliga A.

### Damen
Die Damenmannschaft stieg zur Saison 1999/2000 aus der Verbandsliga in die Regionalliga Südwest. Am Ende dieser Saison platzierte sich das Team mit 38 Punkten auf dem fünften Platz. Nach der Saison 2003/04 wurde die Damenmannschaft dann aber zurückgezogen.

## Bekannte Spieler
- Hans-Jürgen Ferdinand (1963–1964)
- Carsten Keuler (2007)